# 個人授業 (鬼ノ仁の漫画)
『個人授業』（こじんじゅぎょう）は、鬼ノ仁による日本の成人向け漫画、及びそれを原作としたアダルトアニメ作品（OVA）。遊人による同題の漫画作品『個人授業』及びアダルトアニメとは別作品である。

## ストーリー
個人授業
Starlet
女子校の校医を務める恭のもとに、幼馴染である女子生徒・亜矢が保健室に来て、セックスをさせてくれとせがまれる。亜矢からもう一度やってほしいとせがまれているところに、彼女の担任が保健室へ来てしまう。
奥さんは女子高生
隣のお姉さん
ママにはないしょで
西田さんの厄日
ドッペルゲンガ
密閉水槽
久遠寺人魚は、事故死した両親の跡を継いで、大企業の社長になった一方、自らの身体を売って糊口をしのいでいた。金のために男たちに身体を売る人魚に死にたいほど絶望、嫌気がさした弟・騎士は自分を殺すよう姉に頼むが、逆に姉から「騎士が死ぬなら自分も死ぬ」と返される。
姉弟としてではない愛で結ばれた騎士と人魚は男と女としてセックスをする。原作では人魚と共に海に落ちた後、夢の中で人魚にそっくりな人魚と処女喪失セックスする騎士が描かれ、現実の人魚と着衣セックスをして終わる他、アダルトアニメ版の終盤では人魚が和室のある安アパートの一室で、エプロン、服、下着、リボンと一枚一枚脱いで全裸になっていくという、よりエロティックな描写がなされている。

## 登場人物
恭
『個人授業』『Starlet』『奥さんは女子高生』に登場する青年。年下の幼馴染・亜矢の通う女子学園の校医で仕事に忙しい。
亜矢
『個人授業』『Starlet』『奥さんは女子高生』に登場する少女で、恭の年下の幼馴染にあたる。

## アダルトアニメ
2008年4月から7月までにアダルトアニメレーベルであるピンクパイナップルからDVDで発売されている。
- 個人授業 〜THE ANIMATION〜 Schoolgirl ready for a private lesson! Lesson.1「Starlet」 [2008年4月25日発売] JDXA-56551
- 個人授業 〜THE ANIMATION〜 Schoolgirl ready for a private lesson! Lesson.2「密閉水槽」 [2008年7月25日発売] JDXA-56552
- 個人授業 〜THE ANIMATION〜 Schoolgirl ready for a private lesson! ゴールドディスク [2011年2月25日発売] JDXA-56884

スタッフ
- 原作：鬼ノ仁（コアマガジン刊）
- 協力：コアマガジン
- 監督：Hajime T[1]、田中十[2]
- プロデューサー：織賀進
- アニメーションプロデューサー：晴倉仁
- アニメーションキャラクターデザイン・作画監督：きた
- 絵コンテ：南兵庫[1]、冨辰吉[2]
- 演出：冨辰吉
- 脚本：関町台風
- 色彩設計・色指定・仕上検査：東海枝和之
- 美術監督：酒井樹里
- 撮影監督：箕輪直人
- 編集：田熊純
- 音響監督：神戸港一RX
- 音楽：Marron
- 制作担当：春日もも
- アニメーション制作：フレーバーズ・ソフト
- 製作：ピンクパイナップル